# Irisbus CityClass
El Iveco CityClass es un autobús urbano, suburbano y periurbano lanzado por la división de autobuses de Iveco en 1997 y rebautizado como Irisbus en 2000. Es el equivalente del Irisbus Agora (Renault) en Francia. Sustituye al autobús urbano Iveco 490 TurboCity UR Green, luego reemplazado por el Irisbus Citelis.
Como es habitual en Iveco, el CityClass está disponible en dos versiones: autobús urbano serie 491 y suburbano serie 591 así como en varias longitudes: 10,80 metros, 12 metros y articulado 18 metros.

## Historia

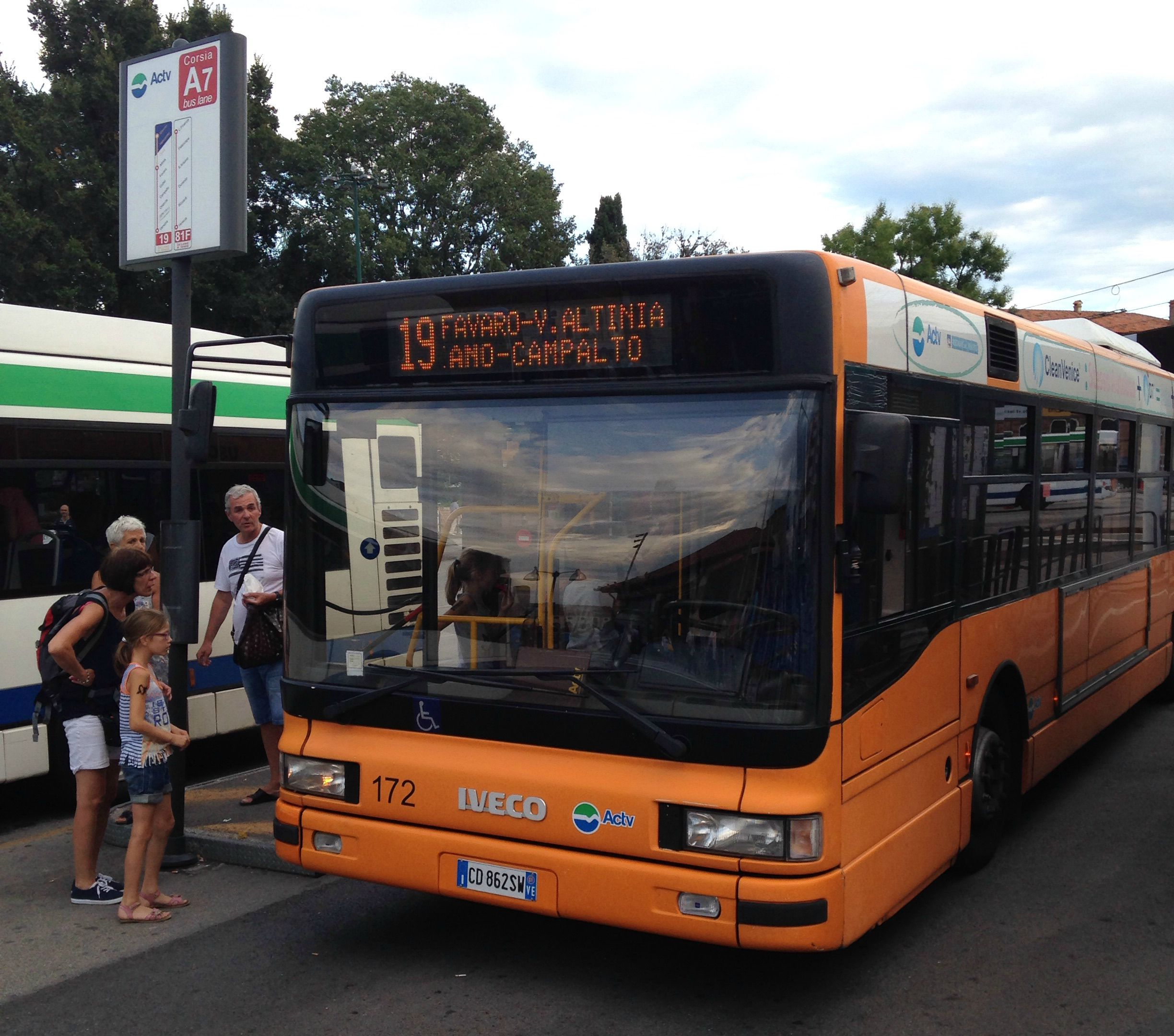
Iveco CityClass

El Iveco CityClass se presentó a los profesionales y al público en general en 1995 en el Salón del Automóvil de París. Se comercializó con el MY 1997. Rebautizado como Irisbus en 2000 cuando se fusionaron las divisiones de autobuses IVECO-RVI, permaneció en producción hasta 2008. Se fabricaron un total de 10.000 unidades, incluidas más de 7.000 en Italia. 
El proyecto CityClass fue creado en los años 90 por el diseñador italiano Giorgetto Giugiaro  y fue presentado al público en 1996 para reemplazar al Iveco Turbocity
En 2001 ALTRA, en colaboración con Ansaldo Ricerche, Sapio, International Fuel Cells, Exide, T_V y Centro Ricerche Fiat  y con el patrocinio del Ministerio del ambiente italiano así como del Piamonte, desarrollaron una versión con tracción eléctrica propulsada por hidrógeno puesta en servicio en Turín en nombre de GTT, y también utilizado para los Juegos Olímpicos de Invierno de 2006. Fue el primer autobús italiano a hidrógeno.

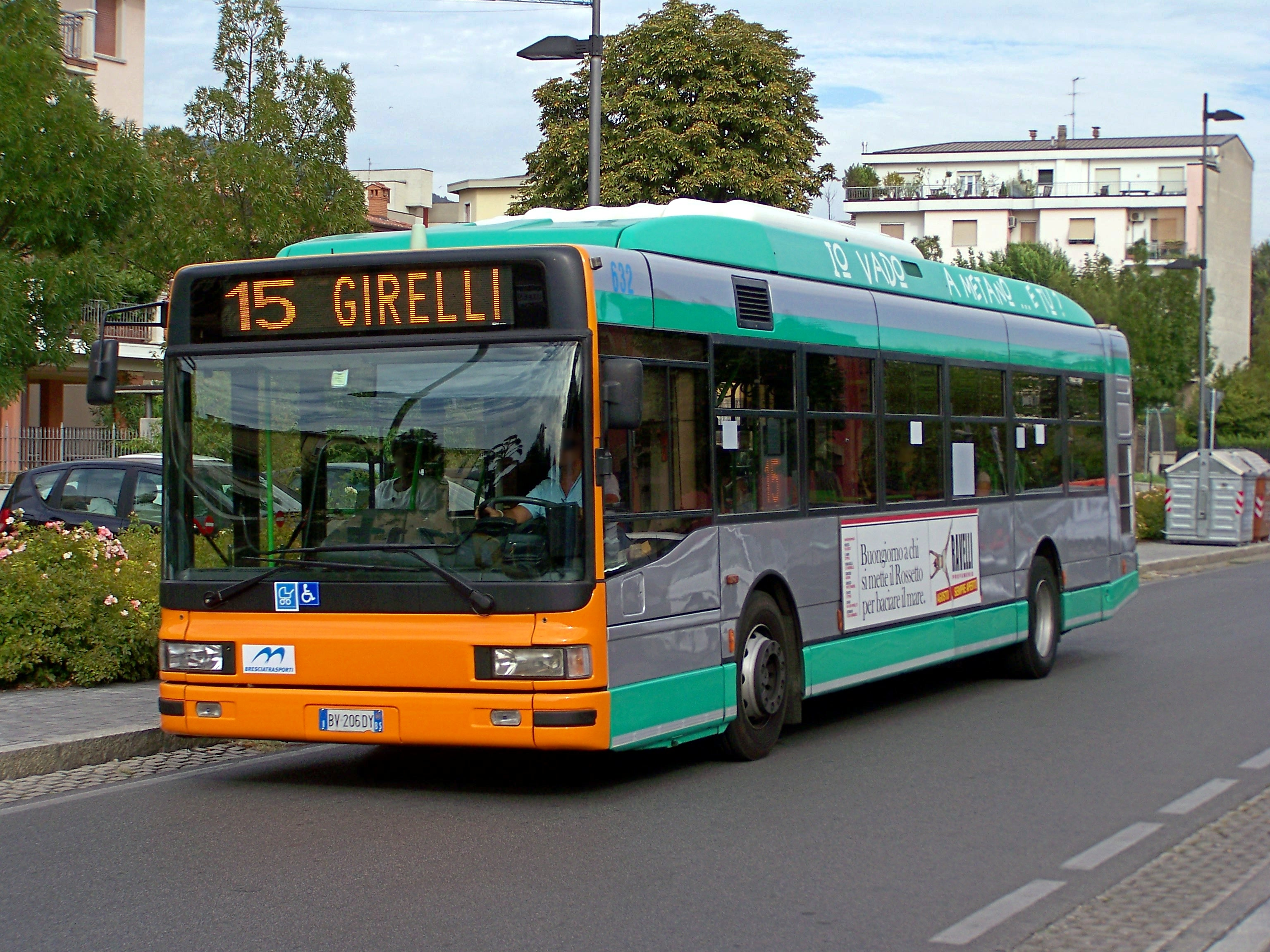
Un Iveco CityClass de Brescia Trasporti propulsado por gas natural comprimido.

### Bajo la marca Iveco(1997 - 1999)
El Iveco 491 CityClass se fabricó y comercializó entre 1997 y 2000.

### Bajo la marca Irisbus(2000 - 2008)
A finales de 1999, el logotipo de Iveco en la parrilla de la CityClass fue reemplazado por el delfín de Irisbus y lo mantendrá, en Europa, hasta 2008.

### Operación
El modelo CityClass, del que se han producido más de 7.000 unidades en Italia, es sin duda el autobús urbano más distribuido en Europa. Además de las grandes ciudades italianas como Milan, Roma, Génova y Turín donde su distribución es casi monopólica, está en servicio en todos los servicios de transporte público (y privado) en Italia. El CityClass también ha encontrado amplias salidas en el extranjero: Suiza, Francia, Alemania, Rumanía y sobre todo España y Grecia. En la mayoría de las ciudades de España, el CityClass, carrozado por empresas españolas Castrosua, Hispano Carrocera y Noge, es el más extendido en la flota de transporte urbano.
Estos vehículos, conocidos por su inconfundible diseño gris con una franja burdeos y el característico zumbido de sus motores de gas, fueron pioneros de la movilidad urbana sostenible en Roma y ahora se preparan para retirarse tras casi dos décadas de servicio.
El 27 de marzo de 2024, El Ayuntamiento de Milán y ATM donan 37 autobuses a Ucrania, El Grupo ATM, en colaboración con el Ayuntamiento de Milán, ha lanzado una iniciativa humanitaria para ayudar a las comunidades ucranianas. Como parte de esta misión, se donarán 37 autobuses a diversas ciudades ucranianas para apoyar el transporte y la movilidad urbana en este país devastado por la guerra. 
A principios de junio de 2025, el alcalde de Turín y vicepresidente nacional de la ANCI, responsable de Políticas Europeas e Internacionales, Stefano Lo Russo, estará hoy en Kiev, invitado por el gobierno ucraniano, para participar en la segunda jornada de la Tercera Cumbre Internacional de Ciudades y Regiones Europeas, titulada "Unidos por la Paz y la Seguridad".
En un momento en que los ataques continúan y las esperanzas de una rápida reanudación de las negociaciones parecen desvanecerse, la presencia de la ciudad de Turín en la cumbre internacional brindará una oportunidad para demostrar una vez más su solidaridad y apoyo a Ucrania, así como su compromiso de aunar esfuerzos, junto con las demás instituciones internacionales, regionales y municipales presentes, para la reconstrucción. 
Hoy, el alcalde Lo Russo se reunirá con el alcalde de Járkov, Ihor Terekhov. Turín le proporcionará una docena de autobuses Iveco 491, listos para partir de inmediato hacia Ucrania. Estos vehículos, puestos a disposición por GTT, pertenecen a la flota de transporte público local y fueron retirados y reemplazados recientemente como parte del proceso de renovación de la flota. En octubre, se incorporarán diez autobuses Iveco Citelis EEV adicionales. Esta cifra podría aumentar a 50 vehículos adicionales para el primer semestre de 2026. Toda la flota estará equipada con repuestos ya disponibles para su mantenimiento.
El 23 de junio de 2025, el evento "Last Class Bus", organizado por Odissea Quotidiana en colaboración con ATAC de Roma, se celebró para despedir a los autobuses Irisbus Iveco CityClass Cursor CNG, los primeros autobuses propulsados por gas natural que entraron en servicio en la capital entre 2006 y 2008. 
Algunos CityClass circulando en Ucrania, tanto en Dniéper como en Cámenca. 
En Francia, los CityClass eran escasos: dos en Chartres, tres en Béthune y tres autobuses de demostración. Todos estos vehículos ya se han retirado. 

## Generaciones
- En 2001, El CityClass se equipó con un nuevo motor Iveco denominado Cursor que desarrollaba 290 caballos de fuerza para los modelos de 10 y 12 metros. Anteriormente, recibían motores Fiat V.I. tipo 8360.46V que desarrollaban 220, 250 o 270 CV, según la configuración elegida. La versión articulada del CityClass también contará con un nuevo motor Iveco Cursor de 350 hp que reemplaza al anterior motor Fiat de 310 hp. [16][6]
- A partir de 2005, el motor Cursor, en una versión adecuada, equipará también las versiones de GNC que desarrollarán 270 caballos de fuerza.

## Las diferentes versiones

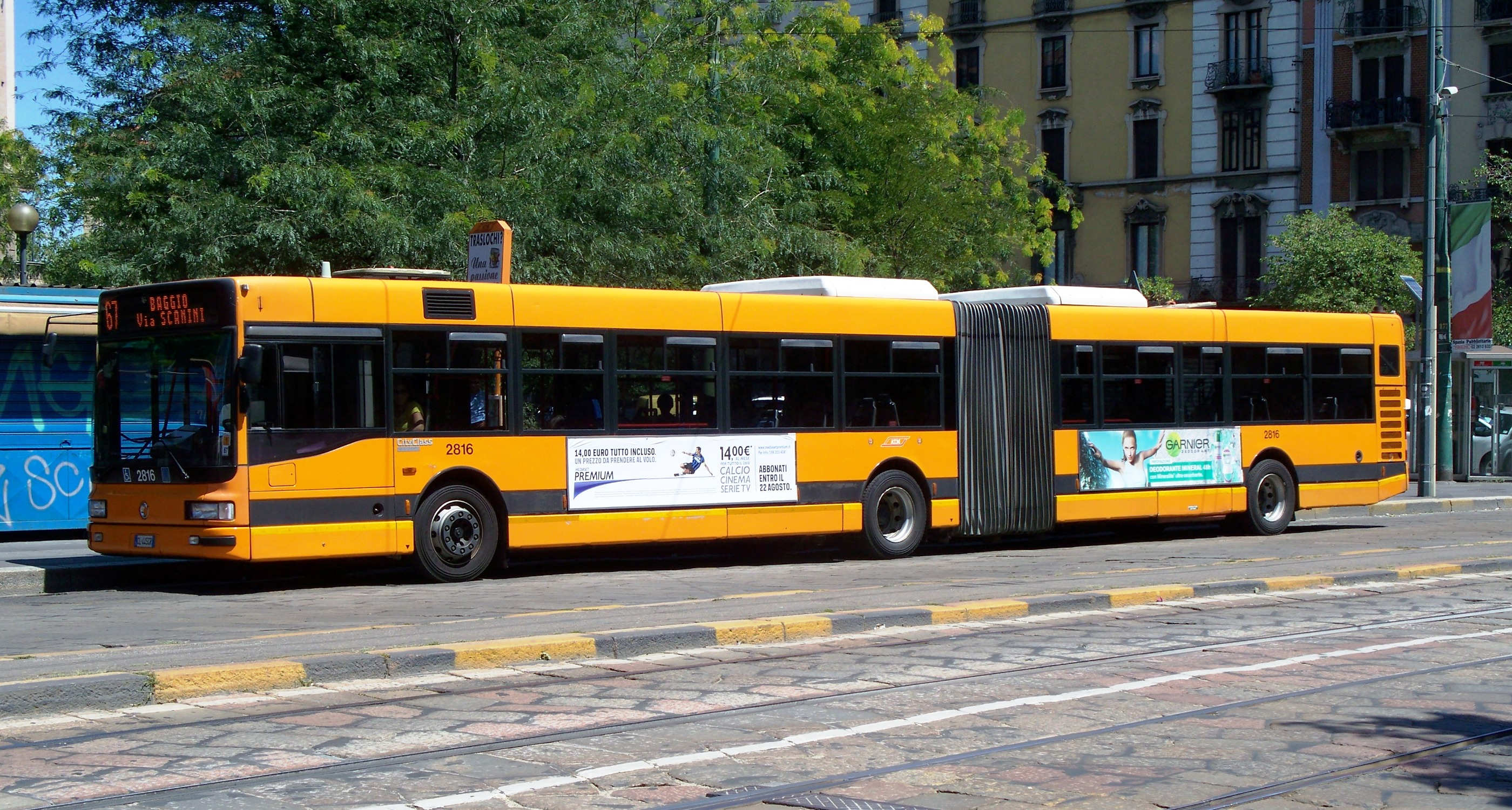
Iveco 491 CityClass versión articulado 18m.

### CityClass 491(urbano)
Modelo urbano del CityClass. Disponible en versiones midibus (10,80 m), estándar (12 m) y articulado (18 m). Las versiones italianas de 12 metros con 4 puertas dobles disponen de 108 plazas: 18 sentados y 93 de pie y 1 plaza para minusválidos con rampa en la 3ª puerta de acceso. La versión GNC tiene 88 asientos: 24 sentados, 63 de pie y 1 PMR. La versión francesa con solo 2 puertas dobles ofrece 114 y 95 asientos respectivamente. La versión articulada de 18 metros dispone de 140 plazas de las cuales 33 sentados, 105 de pie y 1 PMR con rampa en la 2ª puerta.

### CityClass 591(suburbano)
Modelo suburbano y suburbano del CityClass. Tiene más asientos que la versión urbana. También existe en midibus (10,80 m), estándar (12 m) y articulado (18 m). La versión de 12 metros dispone de 96 plazas: 37 sentados, 57 de pie y 1 PMR con rampa de acceso. La versión articulada de 18 metros tiene 113 lugares, incluidos 71 sentados, 41 de pie y 1 PMR.

### El CityClass español

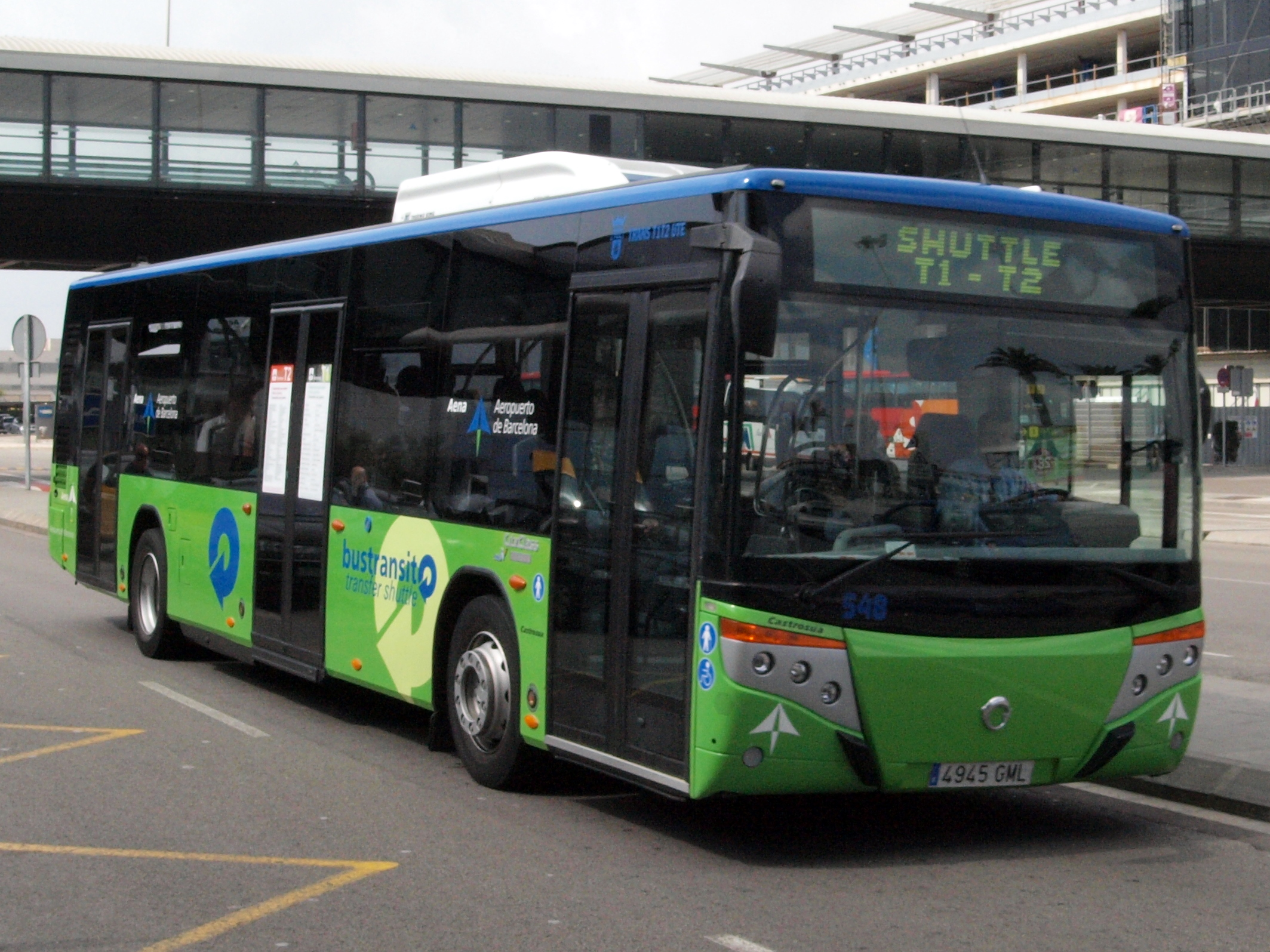
Irisbus CityClass carrozado por Castrosua (Castrosua City Versus)

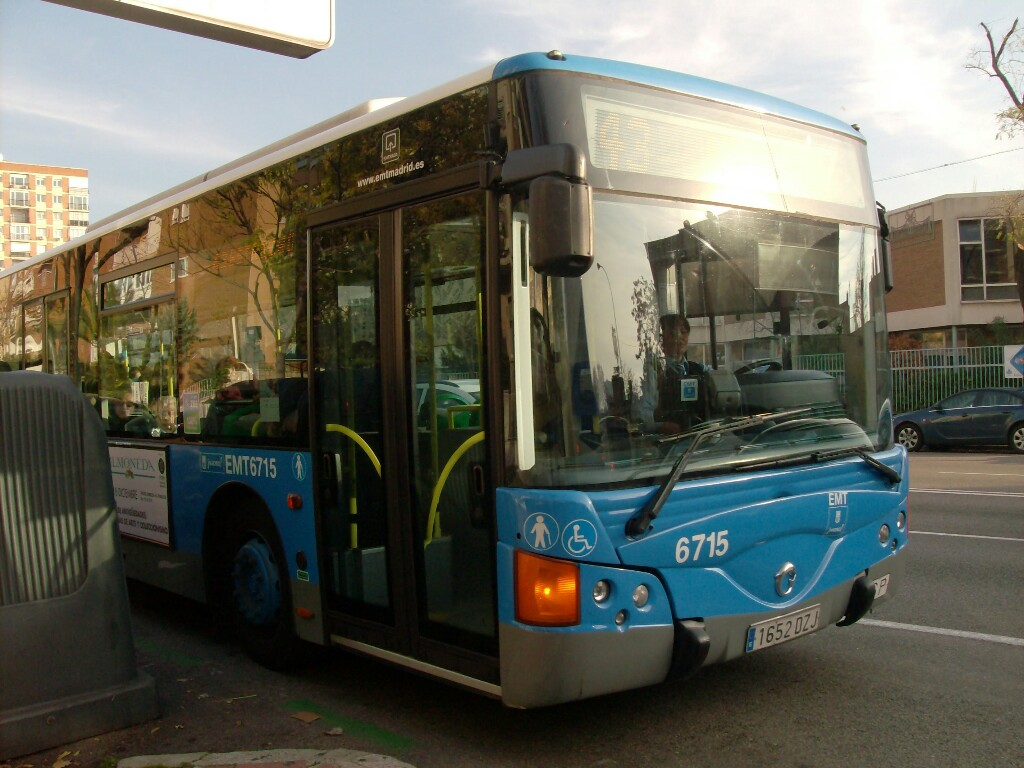
Irisbus CityClass carrozado por Noge (Noge Cittour)

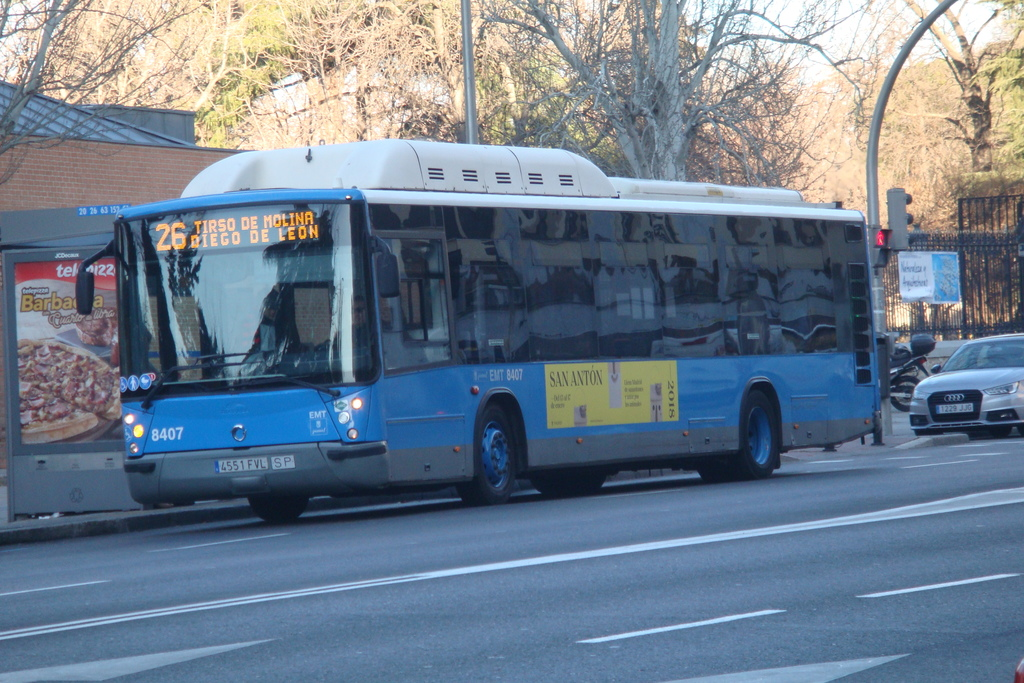
Irisbus CityClass carrozado por Hispano Carrocera (Hispano Habit)

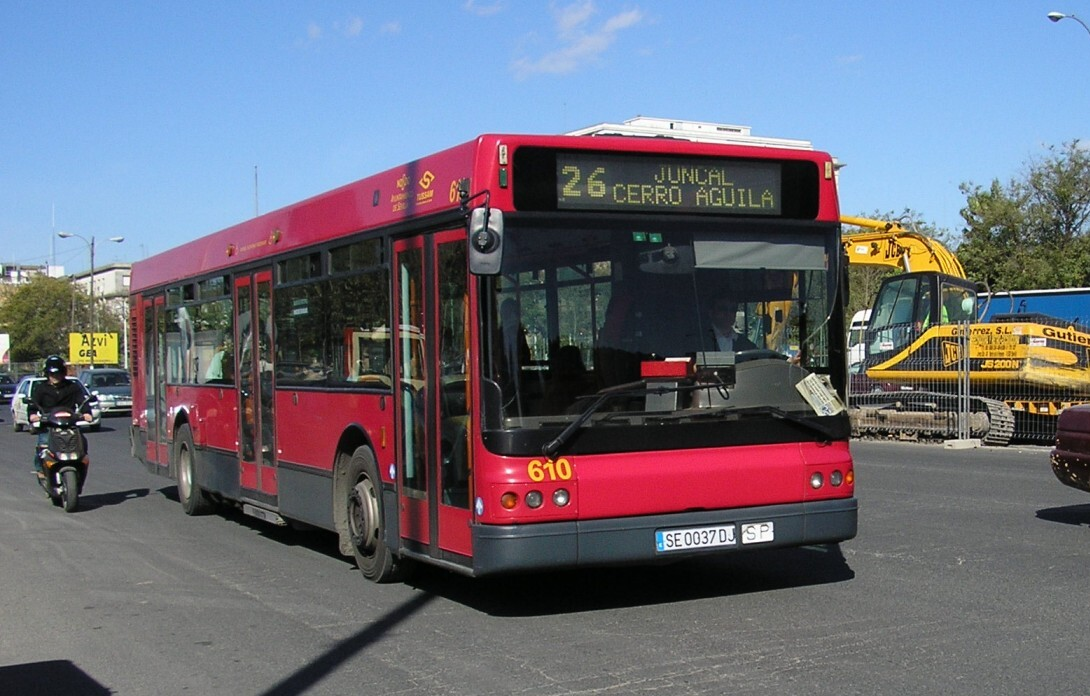
Iveco CityClass carrozado por Hispano Carrocera (Hispano P.K.D)

En España, la mayoría de los CityClass, contaban con carrocerías de las empresas carroceras Castrosua, Noge e Hispano. 
En España, los CityClass tanto 491 como 591, llegó como chasis carrozable de la mano de Hispano Carrocera en 1996. El modelo inicial (autoportante o P.K.D) que utilizó la carrocera aragonesa fue muy similar de la carrocería italiana y se distribuyó por varias ciudades de España hasta 1999. Esta primera versión tuvo poco éxito y circularon en pocas ciudades de España, principalmente en Sevilla, Mataró, Terrassa o Ceuta. A partir del 2000 este vehículo se comercializó bajo el exitoso modelo “Habit”. Hubo muchas unidades circulando en la grandes ciudades españolas (como Zaragoza, Madrid, Málaga o Sevilla). 
Después, en 1998, Noge comercializó bajo su modelo de carrocería “Cittour”, sobre el chasis del CityClass, estuvo muy presente en muchas ciudades españolas, especialmente en Barcelona y Madrid. 
E incluso, Carrocera Castrosua (y su filial Carsa) comercializó el vehículo en 1998 bajo su modelo “CS-40 City”, pero en 2004, bajo el renovado modelo “City Versus”. Circuló por numerosas ciudades y fue uno de los principales modelos en la ciudad de Barcelona, tanto en modelo diésel como en modelo GNC. También estuvo presente en otras ciudades de España, como Madrid, Sevilla, Málaga, Lérida o Valencia. 
En España, la mayoría de los CityClass tenían carrocerías de las empresas carroceras como Castrosua, Noge e Hispano. Actualmente (2025) continúan circulando en muchas localidades de España. No obstante, desde 2022 han dejado de circular en Madrid (tanto la versión diésel en 2022 como la versión GNC en 2023). En la Comunidad de Madrid tampoco quedan vehículos en circulación. 
En la ciudad de Barcelona desde 2022 también se han ido retirando la mayoría de estos vehículos y actualmente quedan muy pocas unidades en servicio en versión GNC. En el Área Metropolitana de Barcelona (ATM) continúan circulando algunos de estos vehículos, especialmente en compañías como Tusgsal o Moventis.

### El CityClass ecológico
El grupo Fiat y su división de camiones y autobuses, Iveco, han prestado atención a la protección del medio ambiente con investigaciones de vanguardia sobre la reducción del consumo, la filtración de gases de escape, cuyo primer equipo data de 1980. En febrero de 1999, la ciudad de Turín lanzó el proyecto "autobús de hidrógeno". En noviembre de ese mismo año, el Ministerio de Medio Ambiente italiano aprobó este proyecto así como la Asociación Temporal de Empresas (ATI) que se encargaría de llevar a cabo el proyecto. La ATI estaba integrada por seis empresas: GTT (ex ATM - autoridad municipal de transporte urbano de la capital piamontesa), Iveco (segundo fabricante de autobuses más grande del mundo), Sapio (uno de los principales productores italianos de gases técnicos y médicos), CVA - Compagnia Valdostana delle Acque SpA (productor de energía eléctrica renovable), ENEA - Ente per le Nuove tecnologie, l'Energia e l'Ambiente (Centro Público de Investigación para la Innovación y el Desarrollo Sostenible), Ansaldo Ricerche (departamento de investigación del grupo Ansaldo). El proyecto fue financiado por el Ministerio de Medio Ambiente de Italia y el Centro Ricerche Fiat financió su implementación en uno de sus modelos de autobús. 
Con la creación de Irisbus en 1999, Iveco lanzó un ambicioso proyecto sobre un autobús urbano propulsado por hidrógeno, un sistema llamado Fuel Cell. Se construyó y probó un prototipo en 2002 con el código VIN ZGA482.E0E0E0.00001. Las pruebas, supervisadas por el Ministerio italiano de Transporte y Medio Ambiente, duraron 2 años. Durante este tiempo, se fabricaron tres autobuses CityClass Fuel Cell de 12 metros. Tras la aprobación del prototipo en Italia, estos autobuses fueron entregados a empresas de transporte urbano de Turín, Barcelona y Alemania (Múnich) en el 1 de noviembre de 2004.
El CityClass de Turín pudo verse en servicio durante los Juegos Olímpicos de Invierno de 2006. Su autonomía era de 12 horas a una velocidad de 60 km/h. Podría acomodar a 73 pasajeros, incluidos 21 sentados, 51 de pie y 1 silla de ruedas PMR. Tenía 9 botellas de hidrógeno para un total de 1260 litros a 200 bar.
También se probó con éxito un prototipo CityClass con motor híbrido. 

## Características
El Iveco CityClass estaba disponible en tres longitudes diferentes (10,8, 12 o 18 m) y tenía 2,50 m de ancho. Podía llevar de 88 a 108 personas en su versión estándar o 140 personas en la versión articulada.
Todos los modelos CityClass están equipados con 2, 3 o 4 puertas laterales, pantalla de señalización de viaje delantera y lateral, ABS y ASR, instalación de estéreo, micrófono y radio, aire acondicionado. El acceso a bordo para minusválidos se facilita gracias al sistema de basculación lateral de la carrocería, Kneeling. Se proporciona una rampa para sillas de ruedas.
Mientras que sus predecesores, el Turbocity y el U-Effeuno, se diseñaron principalmente para la eficiencia, el CityClass introdujo un nivel superior de confort y seguridad. Entre las novedades se encontraban el ABS y el ASR, características que lo hicieron parecer, para muchos en la concesionaria, un Fiat claramente remodelado de la época. 
El código se divide de la siguiente manera, 491E.12.27 significa :
- 491/591 : = tipo de chasis y línea urbana e interurbana, y número de pedido del proyecto 91,
- E : para todas las normativas Euro
- 10/12/18 : por la longitud en metros
- .22/.27/.29.38: para la potencia del motor en decenas de caballos de fuerza DIN (220, 270, 290, 380 CV).

### Dimensiones
|                                       | CityClass 491.10               | CityClass 491.12               | CityClass 491.12 CNG           | CityClass 491.12 Fuel Cell     | CityClass 491.18       | CityClass 491.18 CNG   | CityClass 591.10             | CityClass 591.12 | CityClass 591.18       |               |
| ------------------------------------- | ------------------------------ | ------------------------------ | ------------------------------ | ------------------------------ | ---------------------- | ---------------------- | ---------------------------- | ---------------- | ---------------------- | ------------- |
| Longitud (mm)                         | 10 805                         | 11 995                         | 11 995                         | 11 995                         | 17 960                 | 17 960                 | 10 800                       | 11 995           | 17 960                 |               |
| Anchura (mm)                          | 2 500                          | 2 500                          | 2 500                          | 2 500                          | 2 500                  | 2 500                  | 2 500                        | 2 500            | 2 500                  |               |
| Altura (mm)                           | 2 965                          | 2 965                          | 2 965                          | 3 300                          | 2 965                  | 2 965                  | 2 965                        | 2 965            | 2 965                  |               |
| Distancia entre ejes (mm)             | 5 150                          | 6 050                          | 6 050                          | 6 050                          | 5 710 + 6 605          | 5 710 + 6 605          | 5 150                        | 6 050            | 5 710 + 6 605          |               |
| en voladizo delantero/trasero (mm)    | 2 565 / 3 080                  | 2 565 / 3 380                  | 2 565 / 3 380                  | 2 565 / 3 380                  | 2 565 / 3 080          | 2 565 / 3 080          | 2 565 / 3 080                | 2 565 / 3 380    | 2 565 / 3 080          | 2 565 / 3 080 |
| Radio de giro entre paredes (m)       | 7,17                           | 8,74                           | 8,74                           | 8,97                           | 10,28                  | 10,28                  | 7,17                         | 8,74             | 10,28                  |               |
| Peso vacío (kg)                       | 10 600                         | 11 230                         | 12 520                         | 14 000                         | 18 200                 | 19 100                 | 10 650                       | 11 250           | 18 200                 |               |
| Peso (kg)                             | 17 500                         | 18 990                         | 18 990                         | 27 950                         | 27 950                 | 19 000                 | 18 000                       | 19 000           | 27 950                 |               |
| Capacidad sentado + de pie = maxi (U) | 29 + 66 + 1 PMR = 82           | 19 + 89 + 1 PMR = 109          | 25 + 63 + 1 PMR = 89           | 22 + 50 + 1 PMR = 73           | 33 + 108 + 1 PMR = 142 | 33 + 106 + 1 PMR = 140 | 34 + 48 = 82                 | 42 + 57 = 99     | 34 + 108 + 1 PMR = 143 |               |
| Puertas (U) 1 360 mm                  | 2 (3 para el mercado italiano) | 3 (4 para el mercado italiano) | 3 (4 para el mercado italiano) | 3 (4 para el mercado italiano) | 4                      | 4                      | 2 (para el mercado italiano) | 2 ou 3           | 3                      |               |
| Altura del piso (mm)                  | 305                            | 305                            | 305                            | 305                            | 305                    | 305                    | 305                          | 305              | 305                    |               |

### Motorizaciones
|                                    | CityClass 491.10                                                | CityClass 491.12                                                | CityClass 491.12 CNG                                            | CityClass 491.12 Fuel Cell                                      | CityClass 491.18                                                | CityClass 491.18 CNG                                            | CityClass 591.10                                                | CityClass 591.12                                                | CityClass 591.18                                                |
| ---------------------------------- | --------------------------------------------------------------- | --------------------------------------------------------------- | --------------------------------------------------------------- | --------------------------------------------------------------- | --------------------------------------------------------------- | --------------------------------------------------------------- | --------------------------------------------------------------- | --------------------------------------------------------------- | --------------------------------------------------------------- |
| Motores Tipos de cilindrada (cm 3) | Diésel FIAT 8360.46V 7 685 Iveco Cursor 8 F2B 7 790             | Diésel FIAT 8360.46V 7 685 Iveco Cursor 8 F2B 7 790             | GNV FIAT 8469.21S 9 500 Iveco Cursor 8 CNG F2BE 7 790           | Hidrógeno Ansaldo                                               | Diésel y GNC Iveco 8469.41S 9 500                               | Diésel y GNC Iveco 8469.41S 9 500                               | Diésel y GNC                                                    | Diésel y GNC Iveco Cursor 8 F2B 7 790                           | * Diesel: IVECO Cursor 8 F2B 7 790 * GNC: Iveco 8469.41S 9 500  |
| Potencia (kW (cv DIN) a r/min)     | 196 (260) a 2 050 a 213 (290) a 2 050                           | 196 (260) a 2 050 a 213 (290) a 2 050                           | 177 (240) a 2 100 200 (270) a 2 000                             | 164 a 1 550                                                     | 228 (310) a 2 000                                               | 228 (310) a 2 000                                               |                                                                 | 213 (290) a 2 050                                               | * Diésel 213 (290) a 2 050 * GNC 228 (310) a 2 000              |
| Par motor (N m a r/min)            | 1 100 a 1 080-1 800                                             | 1 100 a 1 080-1 800                                             | 920 a 1 200 1 100 a 1 100                                       | 1 200 a 600                                                     | 1 200 a 1 200                                                   | 1 200 a 1 200                                                   |                                                                 | * Diésel 1 110 a 1 040 * GNV                                    | * Diésel * GNV 1 200 a 1 200                                    |
| Transmisión                        | Propulsión (en las ruedas traseras)                             | Propulsión (en las ruedas traseras)                             | Propulsión (en las ruedas traseras)                             | Propulsión (en las ruedas traseras)                             | Propulsión (en las ruedas traseras)                             | Propulsión (en las ruedas traseras)                             | Propulsión (en las ruedas traseras)                             | Propulsión (en las ruedas traseras)                             | Propulsión (en las ruedas traseras)                             |
| Cajas de cambios                   | Automático ZF 5HP y VOITH D 854                                 | Automático ZF 5HP y VOITH D 854                                 | Automático ZF 5HP y VOITH D 854                                 | Automático ZF 5HP y VOITH D 854                                 | Automático ZF 5HP y VOITH D 854                                 | Automático ZF 5HP y VOITH D 854                                 | Automático ZF 5HP y VOITH D 854                                 | Automático ZF 5HP y VOITH D 854                                 | Automático ZF 5HP y VOITH D 854                                 |
| Frenos                             | Discos neumáticos (delantero) y (trasero) con ABS y ASR         | Discos neumáticos (delantero) y (trasero) con ABS y ASR         | Discos neumáticos (delantero) y (trasero) con ABS y ASR         | Discos neumáticos (delantero) y (trasero) con ABS y ASR         | Discos neumáticos (delantero) y (trasero) con ABS y ASR         | Discos neumáticos (delantero) y (trasero) con ABS y ASR         | Discos neumáticos (delantero) y (trasero) con ABS y ASR         | Discos neumáticos (delantero) y (trasero) con ABS y ASR         | Discos neumáticos (delantero) y (trasero) con ABS y ASR         |
| Suspensión                         | Cojines de aire; Amortiguadores hidráulicos y barras de torsión | Cojines de aire; Amortiguadores hidráulicos y barras de torsión | Cojines de aire; Amortiguadores hidráulicos y barras de torsión | Cojines de aire; Amortiguadores hidráulicos y barras de torsión | Cojines de aire; Amortiguadores hidráulicos y barras de torsión | Cojines de aire; Amortiguadores hidráulicos y barras de torsión | Cojines de aire; Amortiguadores hidráulicos y barras de torsión | Cojines de aire; Amortiguadores hidráulicos y barras de torsión | Cojines de aire; Amortiguadores hidráulicos y barras de torsión |
| Dirección                          | Sistema hidráulico de piñón y cremallera asistido por potencia  | Sistema hidráulico de piñón y cremallera asistido por potencia  | Sistema hidráulico de piñón y cremallera asistido por potencia  | Sistema hidráulico de piñón y cremallera asistido por potencia  | Sistema hidráulico de piñón y cremallera asistido por potencia  | Sistema hidráulico de piñón y cremallera asistido por potencia  | Sistema hidráulico de piñón y cremallera asistido por potencia  | Sistema hidráulico de piñón y cremallera asistido por potencia  | Sistema hidráulico de piñón y cremallera asistido por potencia  |
| Autonomía (km)                     | 600                                                             | 500 puis 600                                                    | 950                                                             | 200                                                             | 500                                                             | 880                                                             |                                                                 | 600                                                             | 500 / 850                                                       |

## Galería de fotos

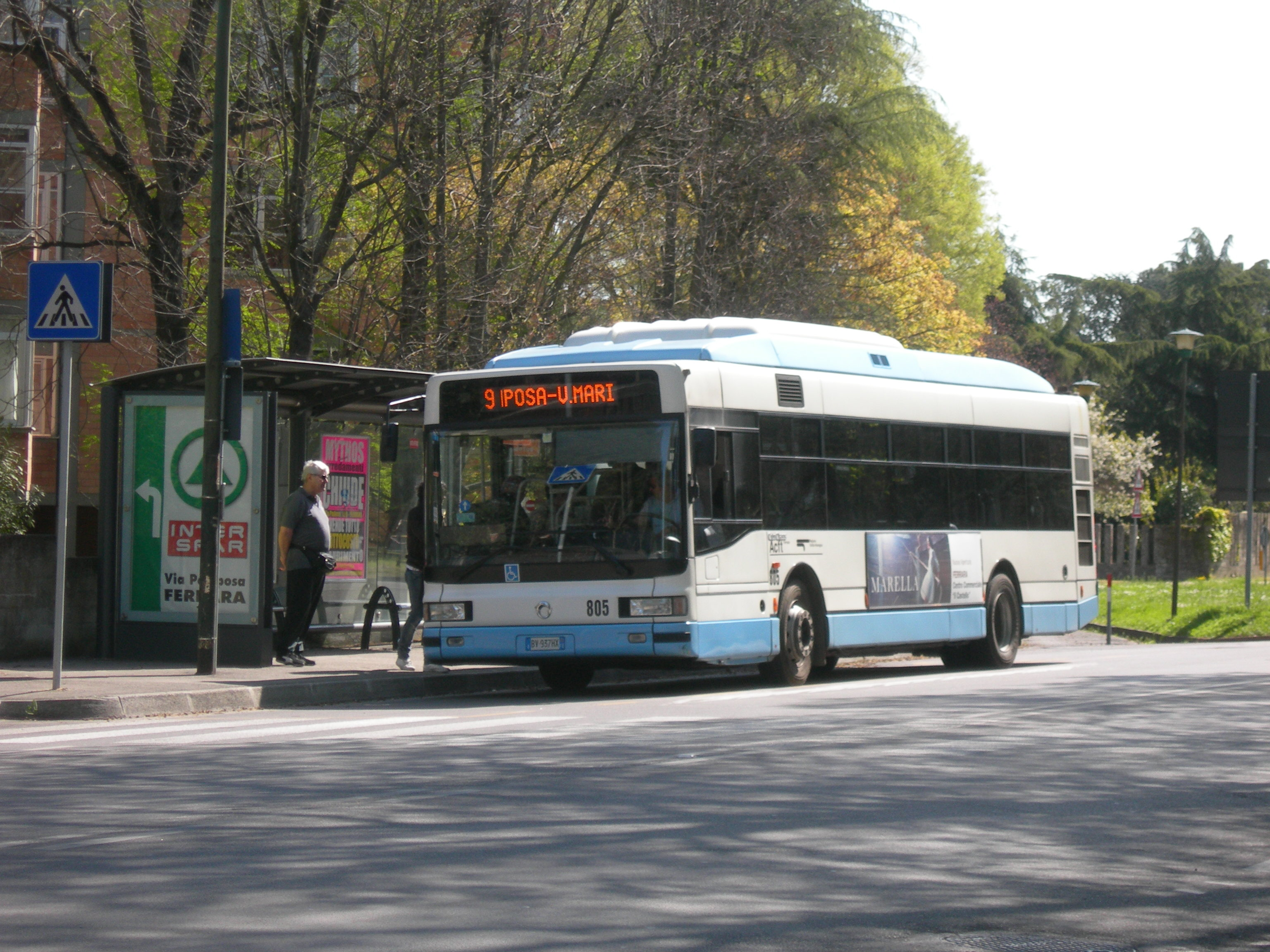
Irisbus CityClass GNV
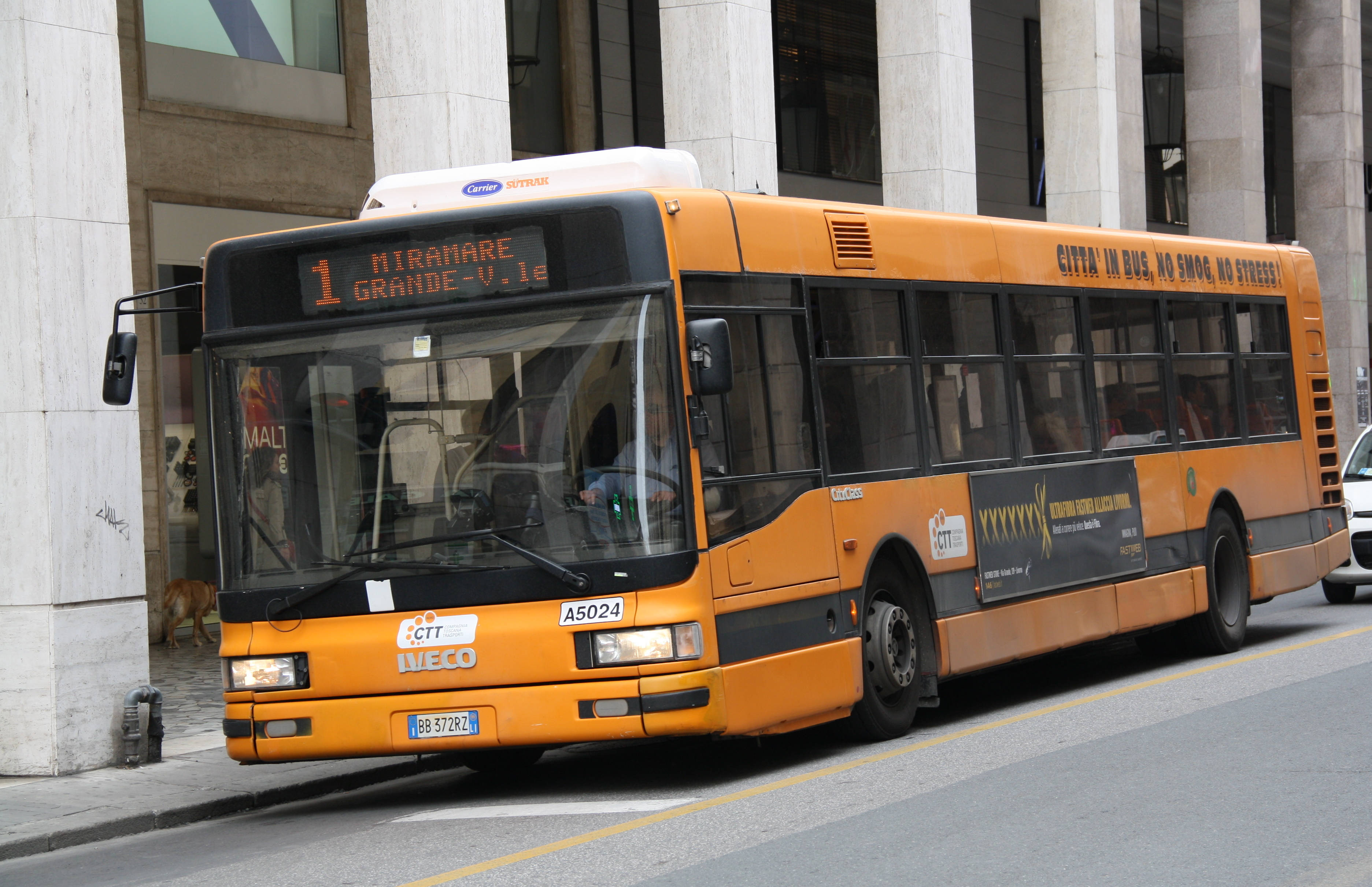
Iveco CityClass diesel
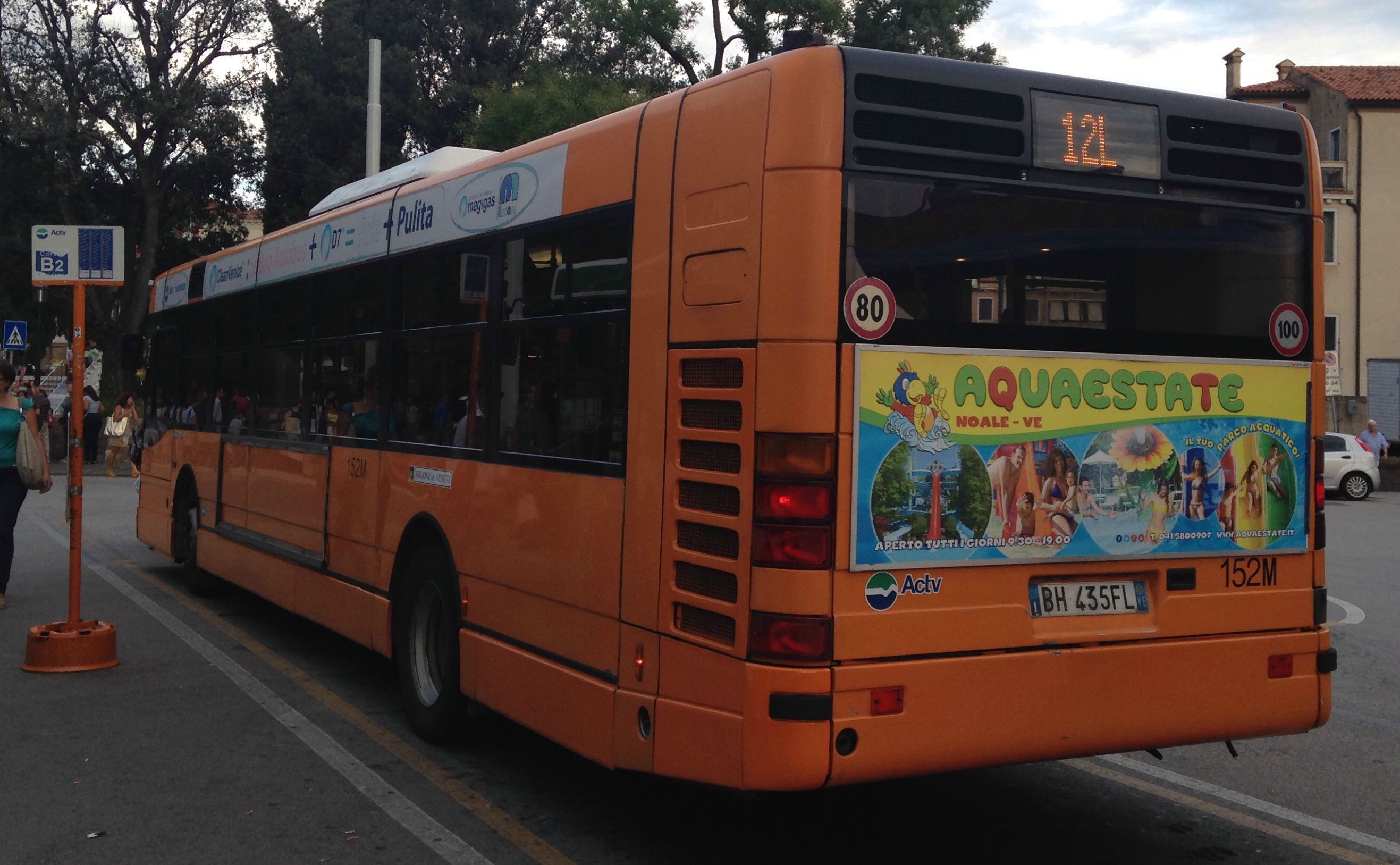
Vista trasera
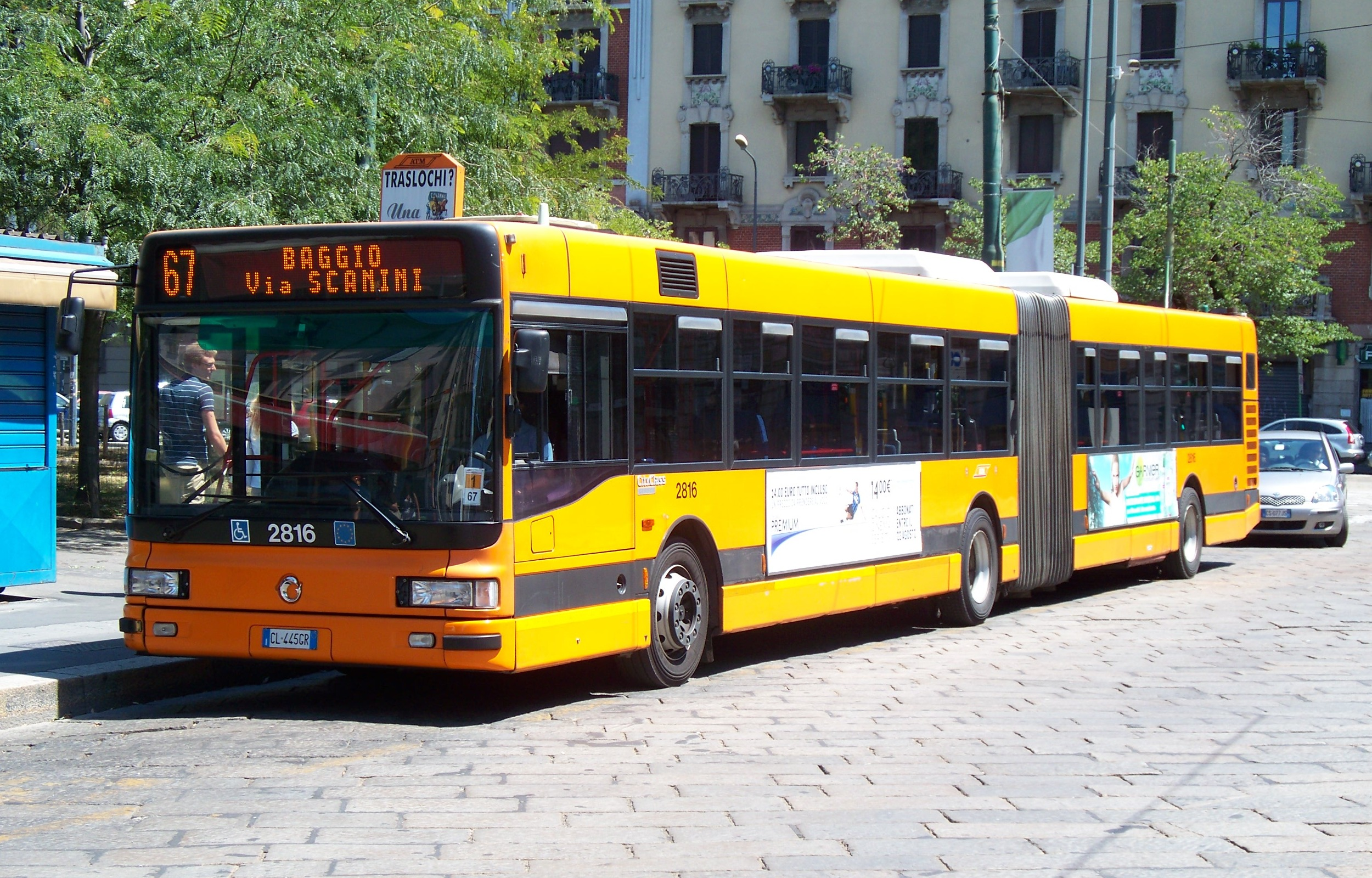
Irisbus CityClass articulado
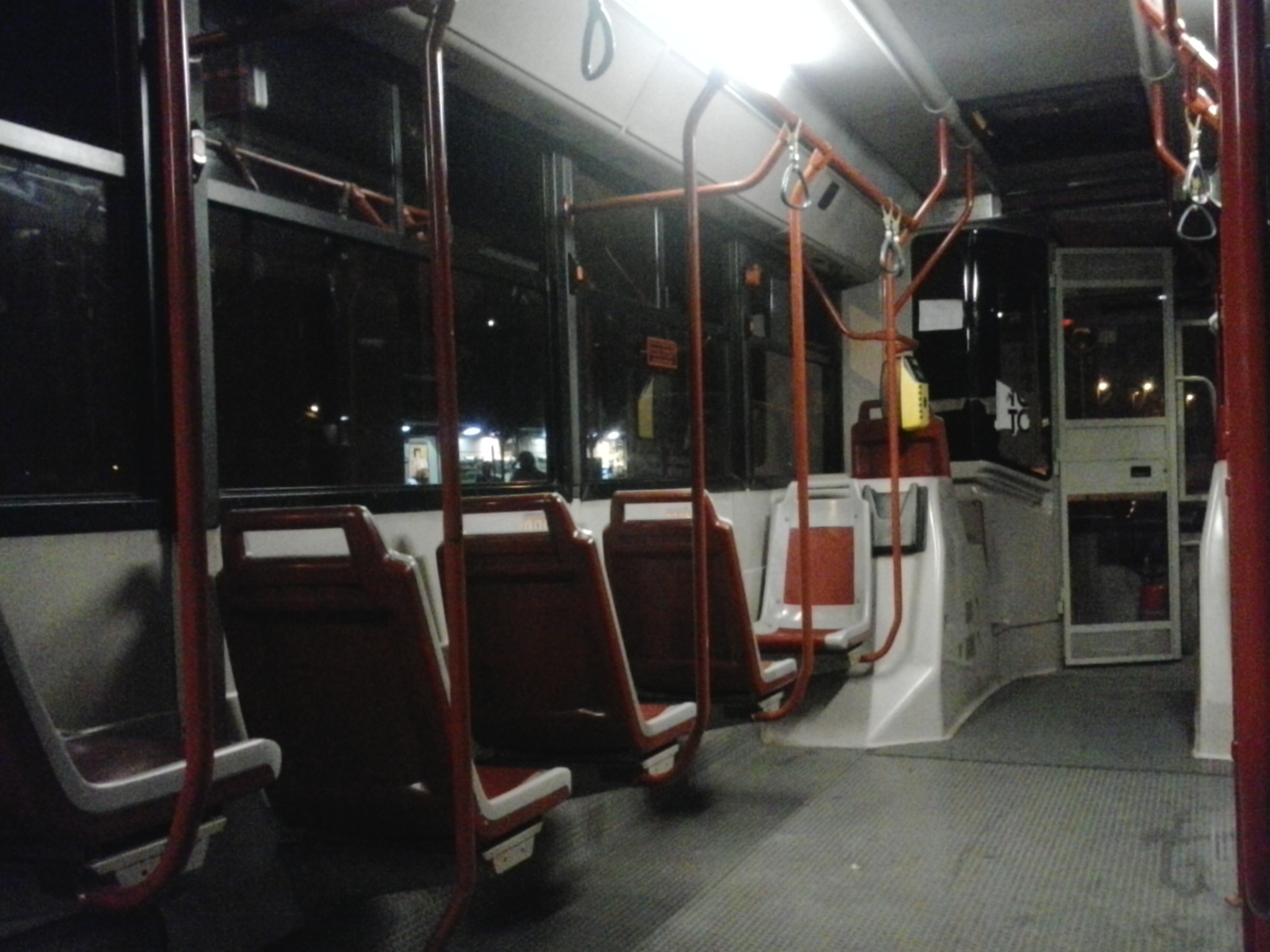
El interior de un CityClass 491.12
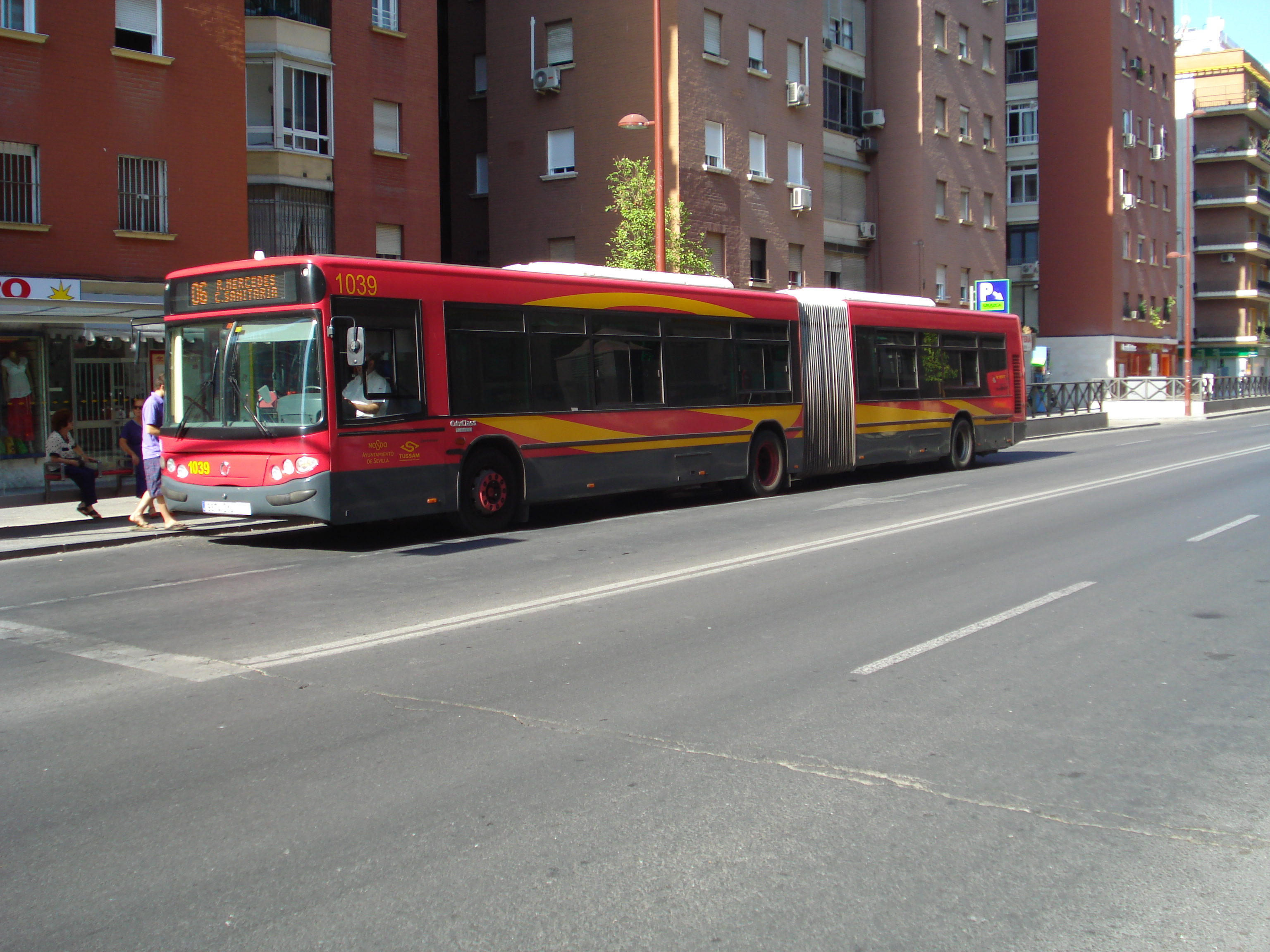
CityClass español fase I articulado (18 m)
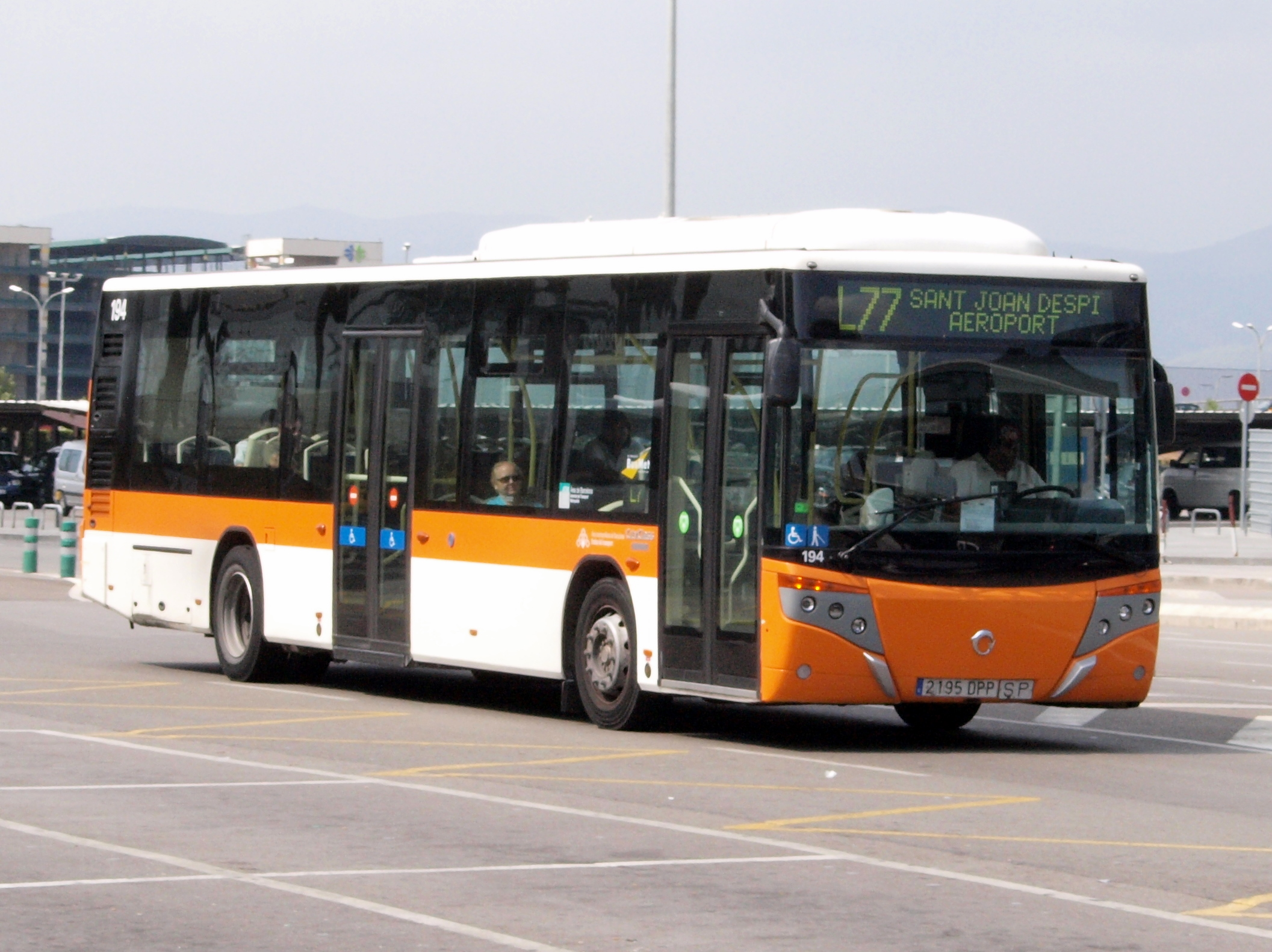
CityClass español fase II estándar (12 m)
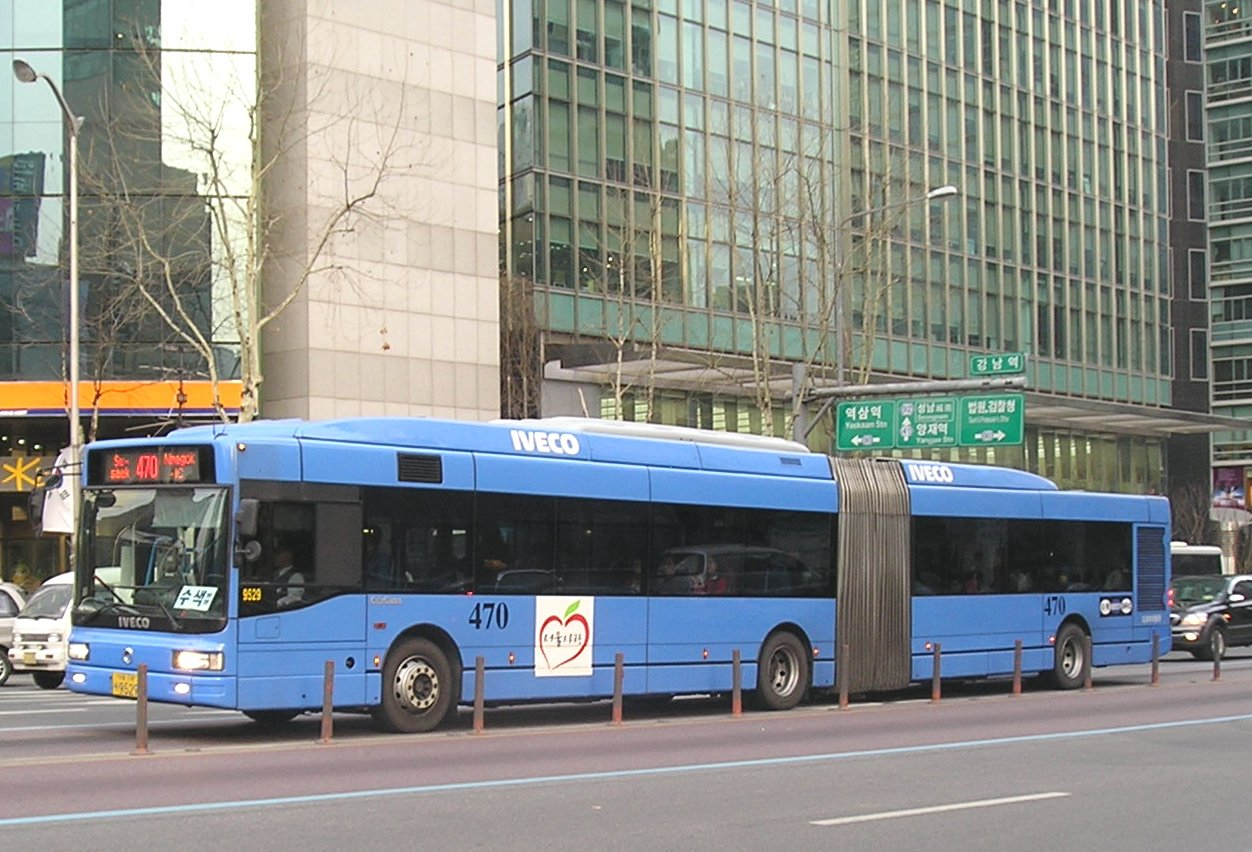
Irisbus CityClass italiano 18m en Seúl, Corea del Sur.
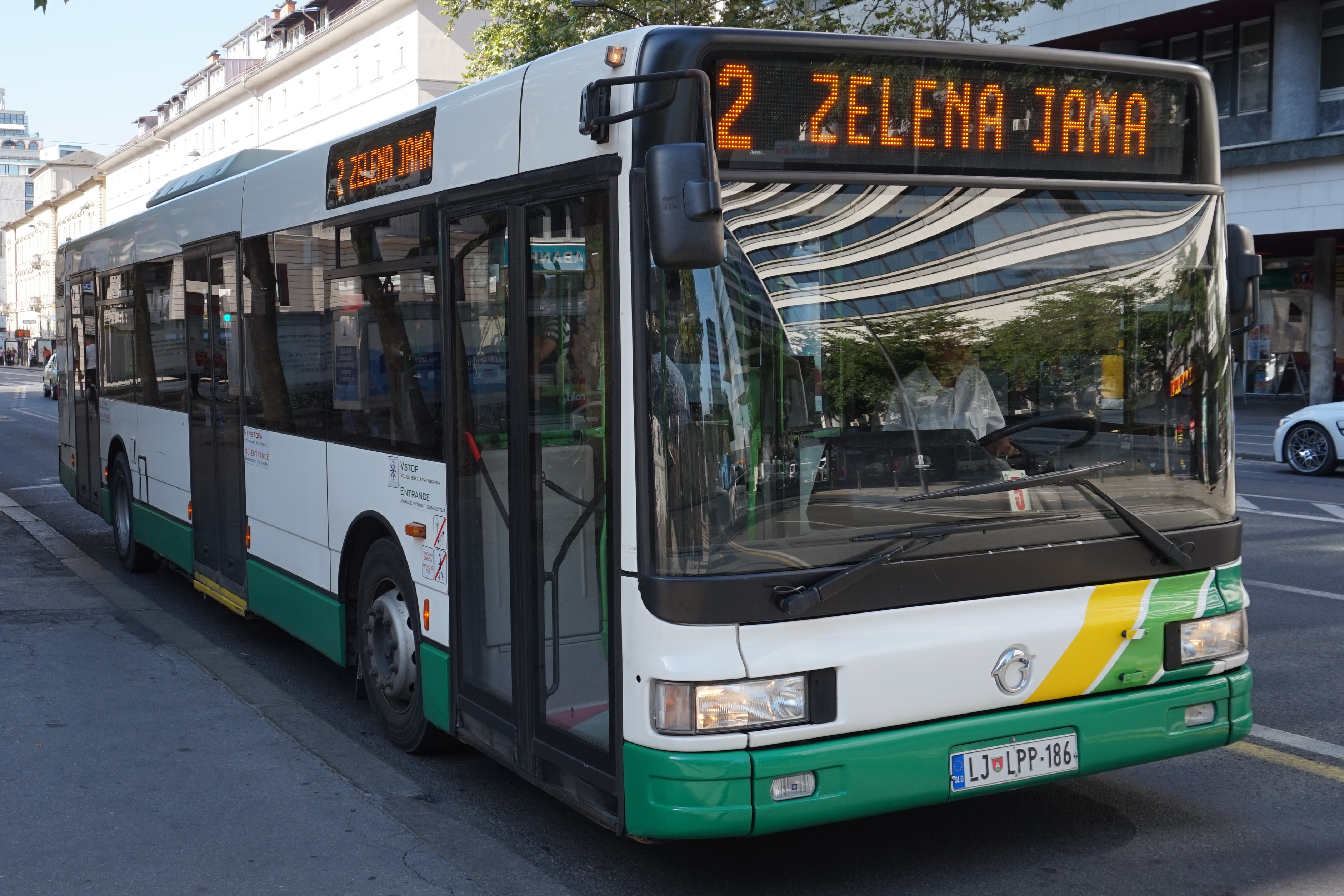
Irisbus CityClass italiano en Eslovenia.
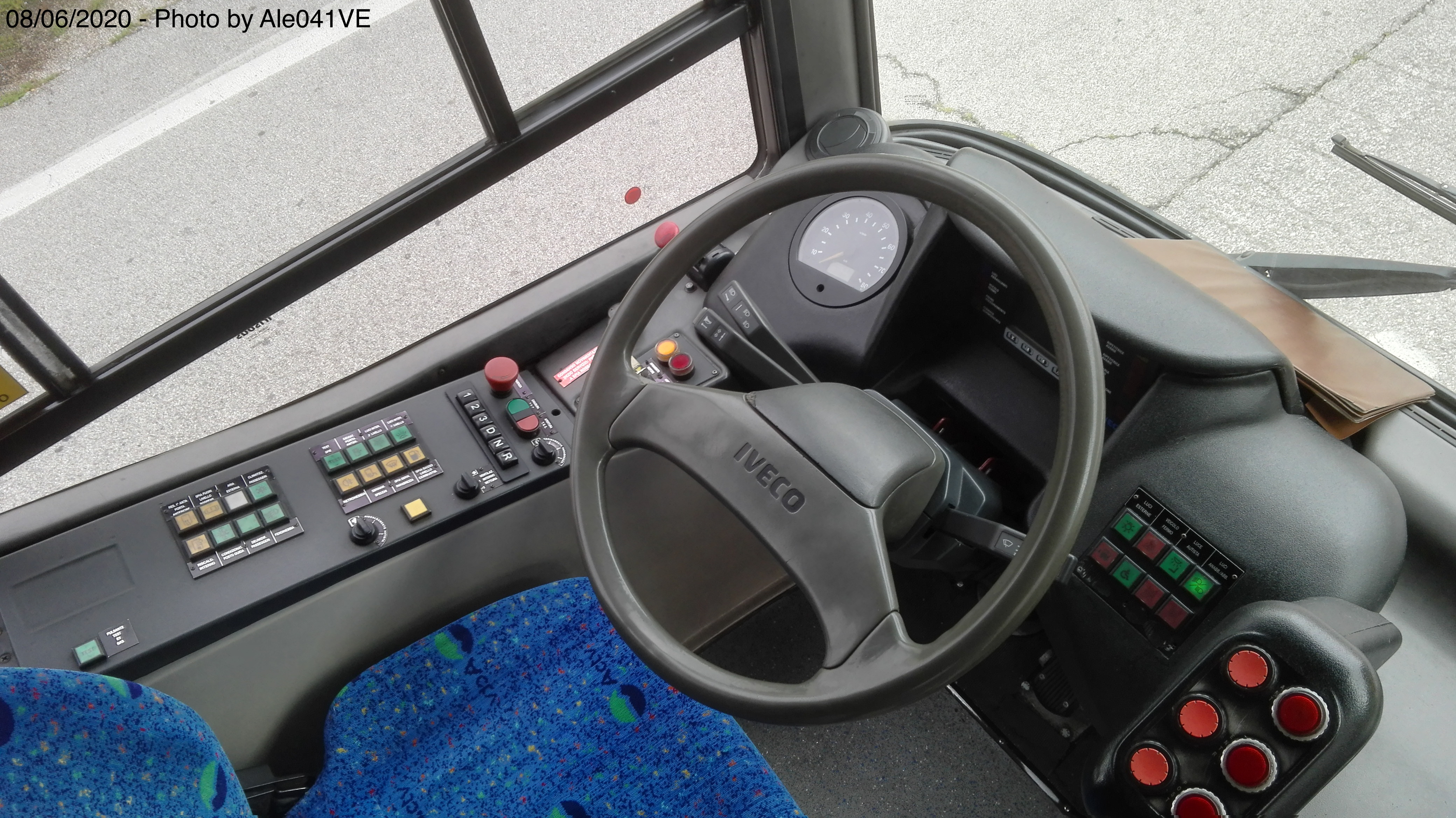
El tablero del CityClass Italiano.
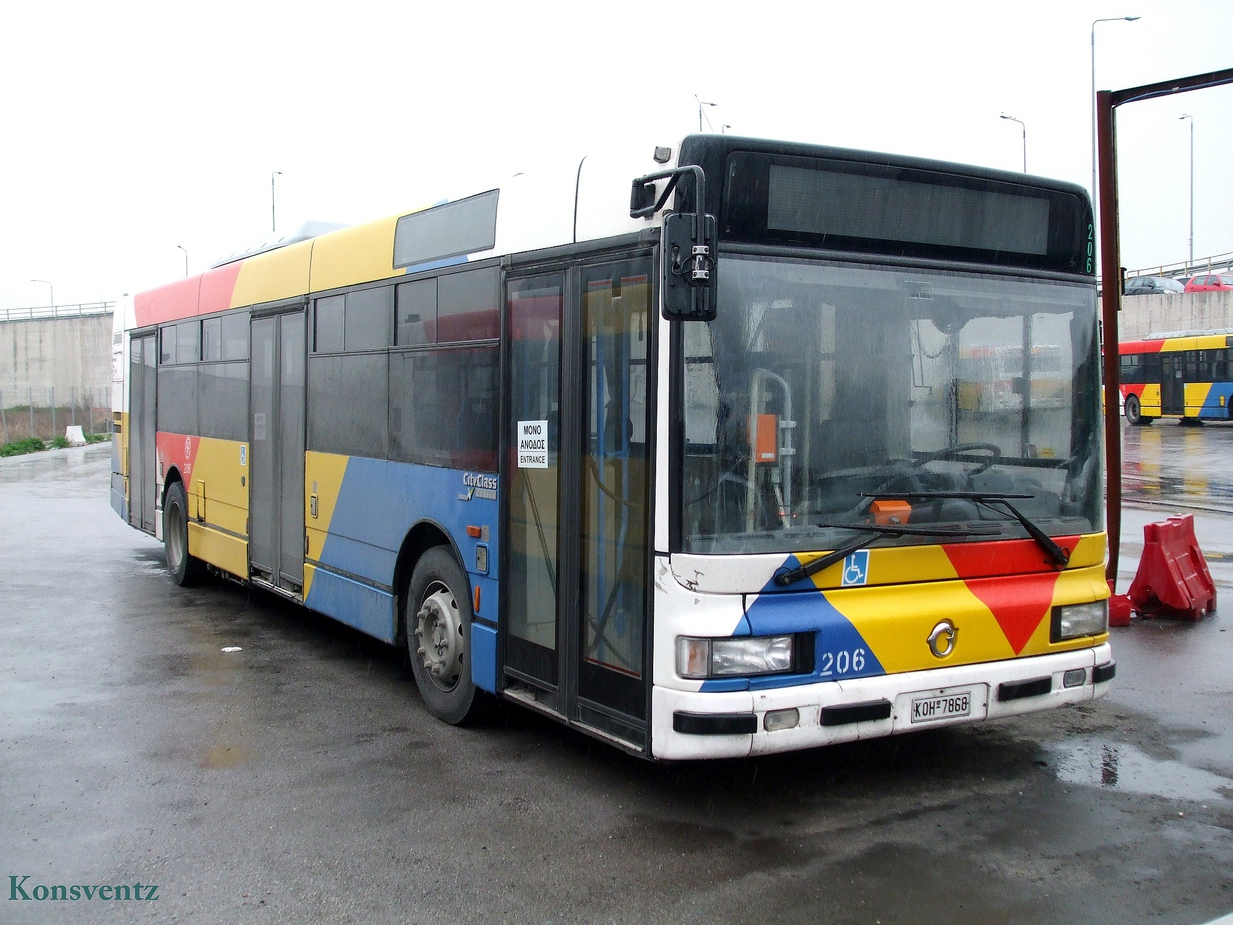
CityClass 491 italiano en Tesalónica, Grecia.
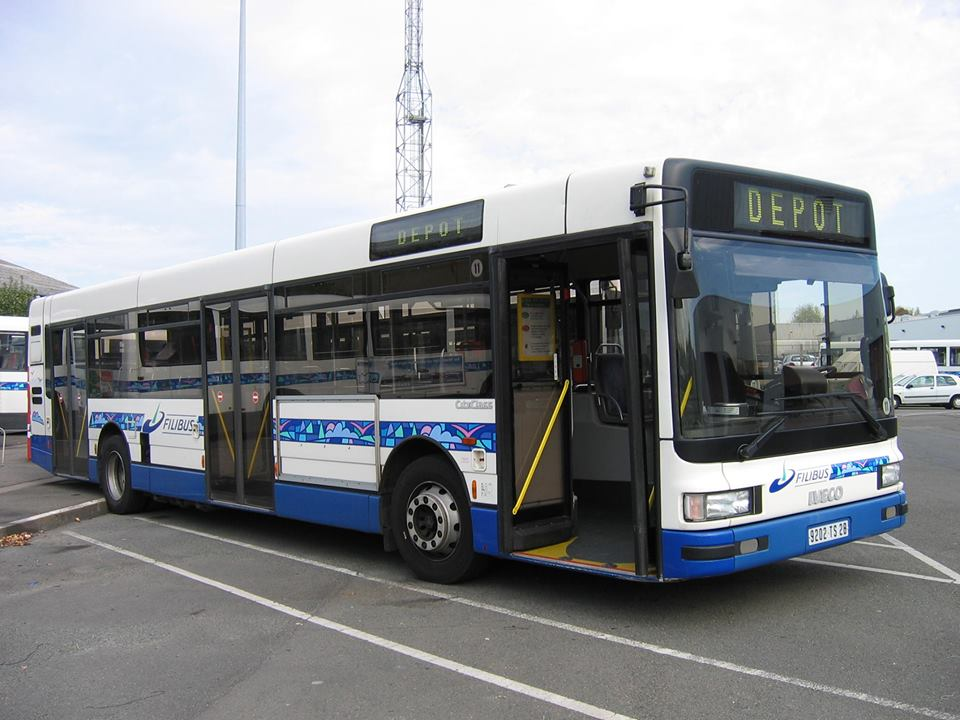
CityClass 491 en Chartres, Francia
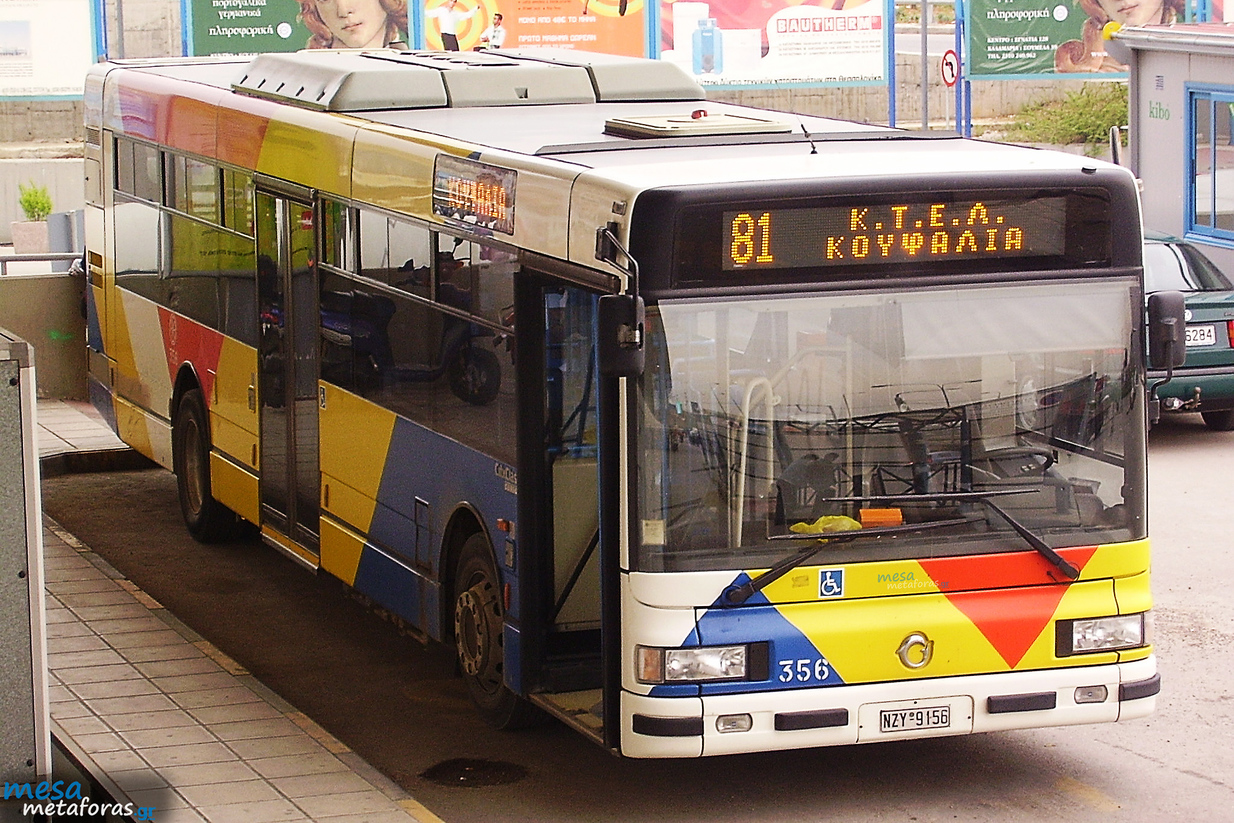
CityClass 491 de 2 puertas en Tesalónica, Grecia.
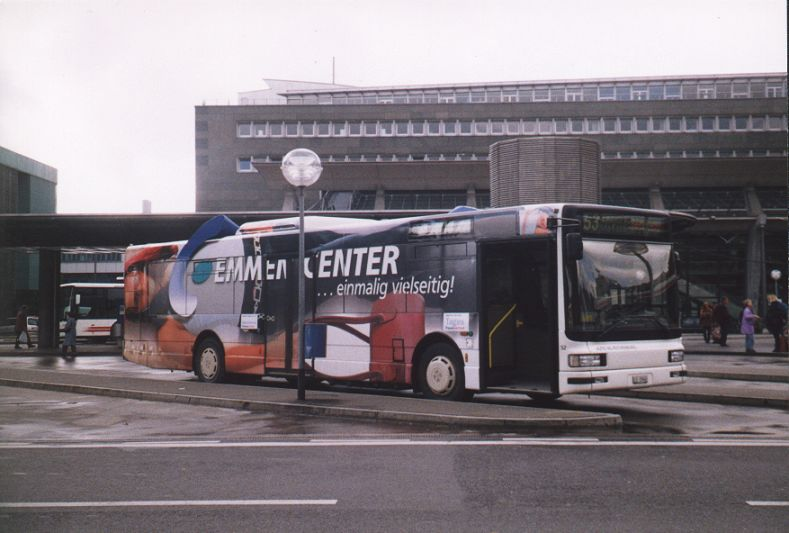
CityClass 491 de 2 puertas en Lucerna, Suiza.